# ハピラキ!
『ハピラキ!』は、日本のダンス・ミュージックユニット・ダンス☆バンバンによる楽曲。2025年7月30日にユニバーサルミュージックより配信リリースされた。

## 概要
『ハピラキ!』は、宇宙人であるダンス☆バンバンの2人が地球を訪れ、日常に潜むハッピーとラッキーに気づいていく様子を描いたアップテンポな楽曲。地球の魅力を宇宙に発信するU-Tuberとして活動する彼らが、地球人との交流を通じて心温まる体験をするというストーリーが、ミュージック・ビデオでも描かれている。

## ミュージックビデオ
本作では、ダンス☆バンバン初の実写MVが制作され、地球観光中に空腹でピンチに陥った2人を地球人の女性が助けるというハートフルな展開が描かれている。MVは「日常こそがハピラキ（ハッピー&ラッキー）」であるというメッセージを込めた内容となっている。

## 反響
TikTokでは「あなたのハッピーとラッキーを聞かせてほしい」というテーマで、ファンとの交流を促すキャンペーンも展開しており、SNSを中心に話題を集めている。

## 参加ミュージシャン
- ギター：JUMPMAN
- キーボード：WATABOO
- ベース & プログラミング：ダンス☆マン
- トランペット：ルイス・バジェ
- サックス：アンディ・ウルフ
- トロンボーン：鍵和田道男